# Vécsei László
Vécsei László (Kiskunfélegyháza, 1954. szeptember 10. –) Széchenyi-díjas magyar orvos, neurológus, egyetemi tanár, a Magyar Tudományos Akadémia rendes tagja. A fejfájás és a sclerosis multiplex kutatásának neves tudósa. 2010-ben a Szegedi Tudományegyetem Orvostudományi Kar dékánjává választották.

## Életpályája
1973-ban érettségizett Veszprémben és szerzett középfokú vegyészi képesítést jeles eredménnyel, majd felvették a Szegedi Orvostudományi Egyetemre, ahol 1979-ben szerzett orvosi diplomát summa cum laude minősítéssel. Egyetemi időszakában az egyetem Sebészeti Műtéttani Intézeténél volt tudományos diákkörös, ill. 1976 és 1979 között a kórélettani intézetben lett diákkörös, majd demonstrátor. Diplomájának megszerzése után egyetemi gyakornok, majd tanársegéd volt az intézetben. Itt szerzett neuroendokrinológusi és klinikai laboratóriumi szakorvosi képesítést. 1984-ben átment a Pécsi Orvostudományi Egyetem Neurológiai Klinikájára, ahol tanársegédként, majd adjunktusként és docensként dolgozott 1993-ig. Az intézményben szerzett neurológus szakorvosi képesítést. 1993-ban visszatért Szegedre, ahol a Neurológiai Klinikán kapott egyetemi tanári és vezetői kinevezést. 1998-ban tanszékvezetővé nevezték ki. 2010-ben a Szegedi Tudományegyetem Orvostudományi Kar dékánjává választották. 1997 és 2000 között Széchenyi professzori ösztöndíjas volt. Több külföldi egyetemen volt vendégkutató, vendégprofesszor: Magdeburgi Egyetem (1982–1984), Lundi Egyetem (1987–1989), Harvard Egyetem (1989–1990).
1986-ban védte meg az orvostudományok kandidátusi, 1992-ben akadémiai doktori értekezését. 1996-ban habilitált. 1994 és 1997 között az MTA közgyűlési képviselője volt. 2000-ben a Klinikai I. Tudományos Bizottság titkárává, 2001-ben a Magyar Tudományos Akadémia levelező, 2007-ben pedig rendes tagjává választották. Ezenkívül a Klinikai Idegtudományi Bizottság elnöke és a Szegedi Akadémiai Bizottság alelnöke lett. 2005-ben az MTA Orvostudományi Osztályának alelnökévé választották. Akadémiai tisztségei mellett számos tudományos társaság vezetőségének tagja volt: 1998 és 2000 között a Magyar Fejfájás Társaság, 1999 és 2002 között a Magyar Fájdalom Társaság, 2004 és 2009 között a Magyar Ideg- és Elmeorvosok Társasága elnökeként dolgozott. 2000-ben az Európai Klinikai Neurofarmakológiai Társaság főtitkárává választották. 2003 és 2007 között a Magyar Orvostársaságok és Egyesületek Szövetsége (MOTESZ) alelnöke volt, majd 2007-ben a szövetség elnökévé választották. Tisztségét 2008-ig viselte. Számos szakfolyóirat szerkesztőbizottságának tagja: European Journal of Neurology (2000–2006), Journal of Neurological Sciences, Acta Biologica Szegediensis, Ideggyógyászati Szemle, Orvosi Hetilap, Fájdalom. A MOTESZ Magazin főszerkesztője.

## Munkássága
Kutatási területei a neurológiai kórképek patomechanizmusa, terápiás lehetőségek kidolgozása, a fejfájás és a sclerosis multiplex orvostudományi kérdései. Emellett a neuropeptidek, az excitotoxinok, a mitokondriális toxinok és a redox-rendszerek.
Vizsgálatai során igazolta, hogy a szomatosztatin nevű receptor a memória-, illetve a tanulási folyamatokat kedvezően befolyásolja. A Huntington-kór nevű idegbetegség különböző modelljeiben igazolni tudta a szomatosztatin-megvonás (depléció) ideggyógyszertani következményeit. A Parkinson- és Alzheimer-kórban szenvedő betegek probenecid gyógyszerben található kinurénsav koncentrációjának emelő hatását sikerült bebizonyítania. Fontos orvostudományi felfedezése a sclerosis multiplexben szenvedő betegek sejtplazmák állapotának romlása esetén kimutatta a tokoferol-csökkenés jelentős mértékét. Ezek a felfedezések a betegség kezelésében jelentősek.

## Családja
Nős, felesége Vécseiné Karg Eszter bőrgyógyász, az orvostudományok kandidátusa. Házasságukból két fiú- és egy leánygyermek született.

## Díjai, elismerései
- Apáthy István-emlékérem és -jutalomdíj (1979)
- a Lundi Egyetem doktora (1989)
- Markusovszky-díj (1997)
- Sántha Kálmán-emlékérem (1999)
- Természettudományi Kutatási Díj (2004, TEVA)
- Klebelsberg Kunó-díj (2005)
- Szőkefalvi-Nagy Béla-díj (2007)
- TEVA Természettudományi Kutatási Díj (2009)
- Széchenyi-díj (2012)
- Genersich Antal-díj (2013)
- A Magyar Érdemrend középkeresztje (2019)
- Szeged díszpolgára (2023)

## Főbb publikációi
- Behavioral Pharmacological and Neurochemical Studies with Somatostatin, Cysteamine and Panthetine(1989)
- Neurological Disorders: Novel Experimental and Therapeutic Strategies (társszerző, 1992)
- Liquordiagnosztika (társszerző, 1996)
- Molekuláris neurológia: peptidek és excitotoxinok (2000)
- Neurológia a harmadik évezred hajnalán (társszerző, 2001)
- Fejfájás (szerk., 2002)
- Sclerosis multiplex (társszerk., 2003)
- Időszerű diagnosztika a rendelőben és a betegágynál (társszerk., 2004)
- Kynurenines in the Brain. From Experiments to Clinics (2005)